# روث كوهن
روث كوهن (بالألمانية: Ruth Cohn)‏ (و. 1912 – 2010 م) هي مُدرسة ألمانية، ولدت في برلين، توفيت في دوسلدورف، عن عمر يناهز 98 عاماً.

## التعليم
تعلمت في كلية بانك ستريت للتربية والتعليم ‏.

## جوائز
حصلت على جوائز منها:
- صليب القائد لنيشان استحقاق جمهورية ألمانيا الاتحادية.